# Halens
Halens var ett av de största distanshandelsföretagen i Sverige och ingick i koncernen Consortio Fashion Group AB. Koncernen, som har svenskt ägande med säte i Borås, omsätter ca 1 miljarder och sysselsätter ca 250 anställda. 
Idag ingår i koncernen Bubbleroom AB och Cellbes AB. Nuvarande TF Bank AB (tidigare Time Finans AB och än tidigare Haléns Finans AB) är avknoppat från bolaget. Koncernen bedriver verksamhet med firmanamn Cellbes i Sverige, Norge, Danmark, Finland, Estland, Lettland, Polen, Tjeckien och Slovakien, samt verksamhet med firmanamn Bubbleroom i Sverige, Norge, Danmark och Finland. 
Med firmanamn Halens bedrevs verksamhet i Sverige, Finland, Norge, Danmark, Estland, Lettland, Polen, Tjeckien och Slovakien. Merparten var klädmode för kvinnor men också barn- och herrkläder, hemtextil, hemelektronik, möbler, skönhetsartiklar och hälsoprodukter som såldes via katalog och internet. 
Halens ingick tidigare i den engelska postorderkoncernen GUS, senare förvärvat av Littlewoods Shop Direct med huvudkontor i Manchester. I augusti 2007 förvärvades Halenskoncernen av Consortio Invest AB.
Företaget grundades 1949 av Hadar Halén. Accenten i företagsnamnet togs på senare tid bort, dvs det skrevs endast "Halens". 
I november 2016 meddelade ägaren Consortio Fashion Group AB att Halens kommer att läggas ned under 2017 och att minst 25 personer på bolaget Halens och uppemot 75 personer på huvudkontoret i Borås därigenom mister sina arbeten.